# Leigh Halfpenny
Leigh Halfpenny (ur. 22 grudnia 1988 w Gorseinon na przedmieściach Swansea) – walijski rugbysta występujący na pozycji obrońcy lub skrzydłowego. Reprezentant kraju, dwukrotny uczestnik pucharu świata, trzykrotny członek ekipy British and Irish Lions.

## Kariera klubowa
Halfpenny grę w rugby rozpoczął w rodzinnym Gorseinon, po czym przeniósł się do zespołu Neath Swansea Ospreys. Dla Rybołowów występował w zespołach do lat 16, 18 (w sezonie 2005/2006) i 20. W sezonie 2006/2007 trenował z seniorami powiązanego z Ospreys klubu Neath R.F.C., który swoje mecze miejscowej lidze Welsh Premier Division.
Przed sezonem 2007/2008 walijski osiemnastolatek przeniósł się do drużyny Cardiff R.F.C., stając się jednocześnie dostępnym dla utworzonego na potrzeby Ligi Celtyckiej zespołu Cardiff Blues. W pierwszym sezonie w Cardiff Halfpenny ogrywany był głównie w lokalnej lidze (19 spotkań) oraz wśród młodzieżowców Blues, otrzymując tylko jedną szansę występu w seniorskim zespole Blues. Zadebiutował w rozgrywanym w maju 2008 roku na Ravenhill Stadium meczu Ligi Celtyckiej przeciwko Ulster Rugby. W sezonie tym Niebiescy zdobyli mistrzostwo. Jednakowoż regularne występy przyniósł Halfpenny'emy dopiero kolejny sezon, kiedy to urazu pachwiny nabawił się Tom James, podstawowy skrzydłowy Blues. W pierwszych sześciu meczach, w których wychodził w pierwszym składzie, młody Walijczyk zdobył siedem przyłożeń, w tym jedno w meczu Pucharu Heinekena z Gloucester. We wszystkich rozgrywkach Blues, wychowanek Gorseinon R.F.C. wystąpił 18 razy, zdobywając przy tym 82 punkty.
Wraz z drużyną z Cardiff Halfpenny w 2010 roku wywalczył Europejski Puchar Challenge – w finale z RC Toulon zdobył osiem punktów (przyłożenie i rzut karny), a mecz zakończył się rezultatem 28–21 dla ekipy z Walii. 

## Kariera reprezentacyjna
Halfpenny był reprezentantem Walii na szczeblu juniorskim i młodzieżowym (drużyny do lat 16, 18, 19 i 20). W 2006 roku został powołany na juniorską (U-18) edycję Pucharu Sześciu Narodów, a rok później na Mistrzostwa Świata U-19. W Irlandii Walijczycy zajęli czwarte miejsce, a sam Halfpenny z 57 punktami na koncie został najlepiej punktującym zawodnikiem turnieju. W roku 2008 ponownie sięgnięto po Halfpenny'ego, tym razem przy okazji Mistrzostw Świata Juniorów. Podczas rozgrywanego u siebie turnieju Waliczycy odpadli w półfinale, jednak zawodnik Cardiff Blues był wyróżniającym się graczem swojego zespołu.
Dobra postawa zarówno w klubie, jak i w reprezentacji młodzieżowej zaowocowała w 2008 roku powołaniem Halfpenny'ego do seniorskiej reprezentacji na jesienne mecze międzynarodowe. Kontuzja Marka Jonesa, skrzydłowego Scarlets, zmusiła Warrena Gatlanda do postawienia na niedoświadczonego Halfpenny'ego. Gracz Blues zadebiutował 8 listopada, wychodząc w pierwszym składzie na rozgrywany na Millennium Stadium mecz ze Springboks. Zdobył wówczas jedyne trzy punkty dla Walii w pierwszej połowie, trafiając między słupy z rzutu karnego. 
W 2009 roku został wybrany (jako najmłodszy zawodnik) do składu Lwów, mieszanej „reprezentacji” Wysp Brytyjskich na tourneé po Południowej Afryce. Jednak podczas całej dziesięciomeczowej serii zdołał wystąpić w zaledwie jednym pojedynku sparingowym z Free State Cheetahs, opuszczając pozostałe spotkania (w  tym „testmecze” z reprezentacją RPA) z powodu kontuzji uda.
Również dalsza kariera walijskiego zawodnika formacji ataku naznaczona była przez kontuzje. W marcu 2011 roku rozegrał dwa spotkania w ramach Pucharu Sześciu Narodów, choć poprzedni raz w kadrze wystąpił w sierpniu poprzedniego roku. Podczas Pucharu Świata w Nowej Zelandii w 2011 roku (po wyleczeniu kontuzji kostki), Leigh zagrał w sześciu z siedmiu meczów Walijczyków, grając na pozycji skrzydłowego i obrońcy. W decydującym momencie półfinału, przy wyniku 9–8 dla Francji, Halfpenny wykonywał rzut karny zza linii środkowej na wprost słupów, jednak piłka po jego kopie przeleciała minimalnie pod poprzeczką. W meczu o trzecie miejsce Czerwone Smoki uległy Wallabies.
W 2012 roku Halfpenny wywalczył sobie miejsce miano pierwszego obrońcy kadry, sprawując jednocześnie funkcję podstawowego kopacza. Drużyna, w której odgrywał znaczącą rolę, wygrała Puchar Sześciu Narodów, zdobywając przy tym Wielki Szlem przyznawany za wygranie wszystkich swoich spotkań. Sam Leigh punktował we wszystkich pięciu meczach (łącznie 66 punktów), m.in. przesądzając (na sekundy przed końcem meczu) o zwycięstwie nad Irlandią.